# Dealu Frumos (Vadu Moților), Alba
Dealu Frumos este un sat în comuna Vadu Moților din județul Alba, Transilvania, România. La recensământul din 2002 avea o populație de 275 locuitori.